# امامزاده یحیی (گناباد)
امامزاده یحیی مربوط به دورهٔ نامشخص است و در شهرستان گناباد، ۵ کیلومتری کاخک، آبادی یحیی‌آباد واقع شده و این اثر در تاریخ ۲۵ اسفند ۱۳۸۰ با شمارهٔ ثبت ۵۰۲۷ به‌عنوان یکی از آثار ملی ایران به ثبت رسیده است.